# Philibert Jacques Melotte
| odkryta planetoida | odkryta planetoida |
| ------------------ | ------------------ |
| (676) Melitta      | 16 stycznia 1909   |

Philibert Jacques Melotte (ur. 29 stycznia 1880 w Camden Town, zm. 30 marca 1961 w Abinger) – brytyjski astronom.

## Życiorys
Jego rodzice wyemigrowali z Belgii w trakcie wojny francusko-pruskiej. Był wieloletnim pracownikiem Królewskiego Obserwatorium Astronomicznego w Greenwich.
27 stycznia 1908 odkrył księżyc Jowisza, dziś znany jako Pazyfae. Wtedy po prostu określono go jako Jowisz VIII, obecne imię nadano mu w 1975. Za to odkrycie otrzymał Medal Jackson-Gwilt w 1909. Odkrył także planetoidę (676) Melitta, której nazwa pochodzi od kobiecej postaci z mitologii greckiej, jednak celowo jest podobna do nazwiska odkrywcy.
Zestawił również katalog astronomiczny zawierający 245 gromad gwiazd, nazwany Katalogiem Melotte.

## Upamiętnienie
W 2013 jego imieniem nazwano strukturę Melotte Regio na Ganimedesie – największym księżycu Jowisza.